# Enola Gay

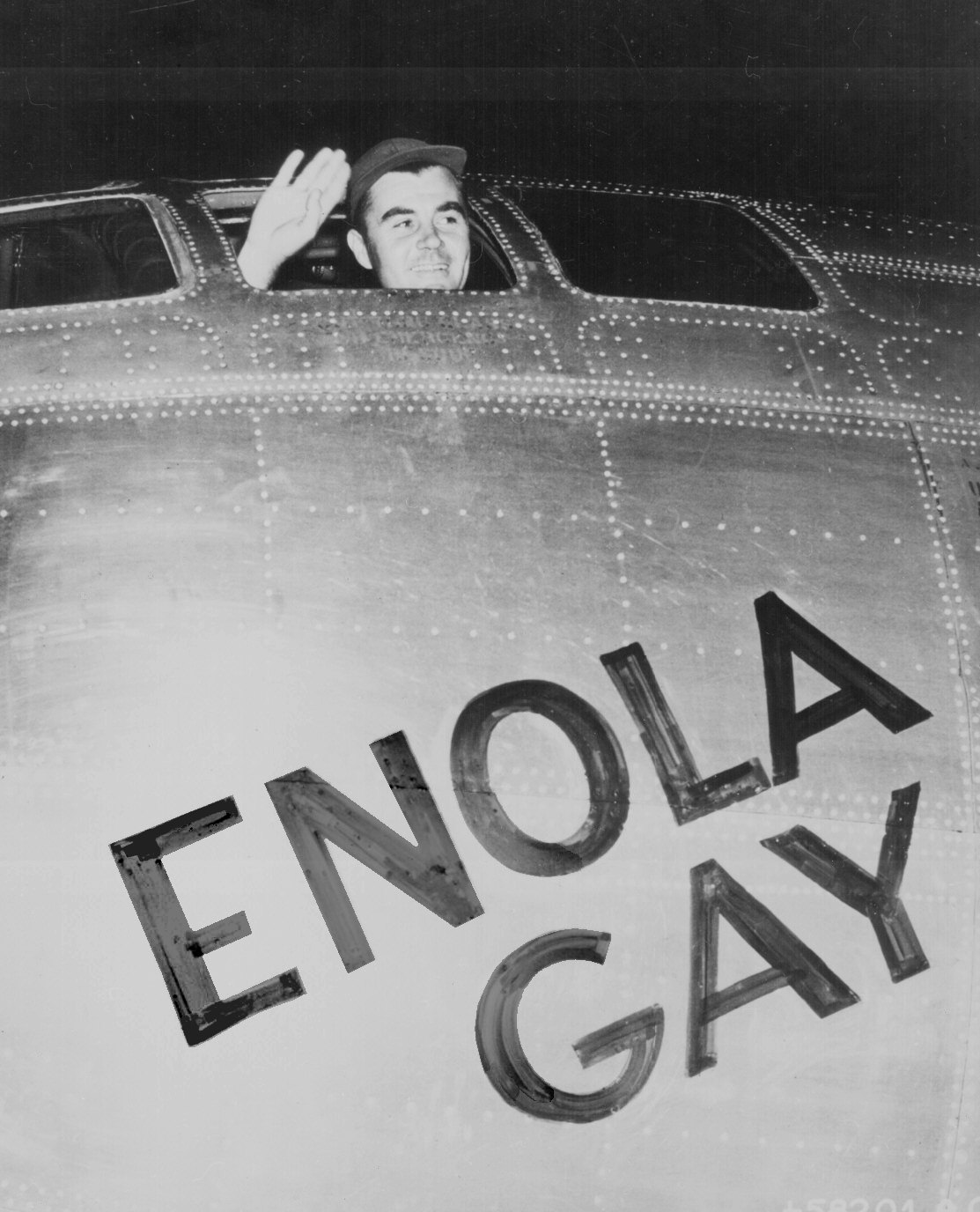
První pilot Paul Tibbets mává z letounu

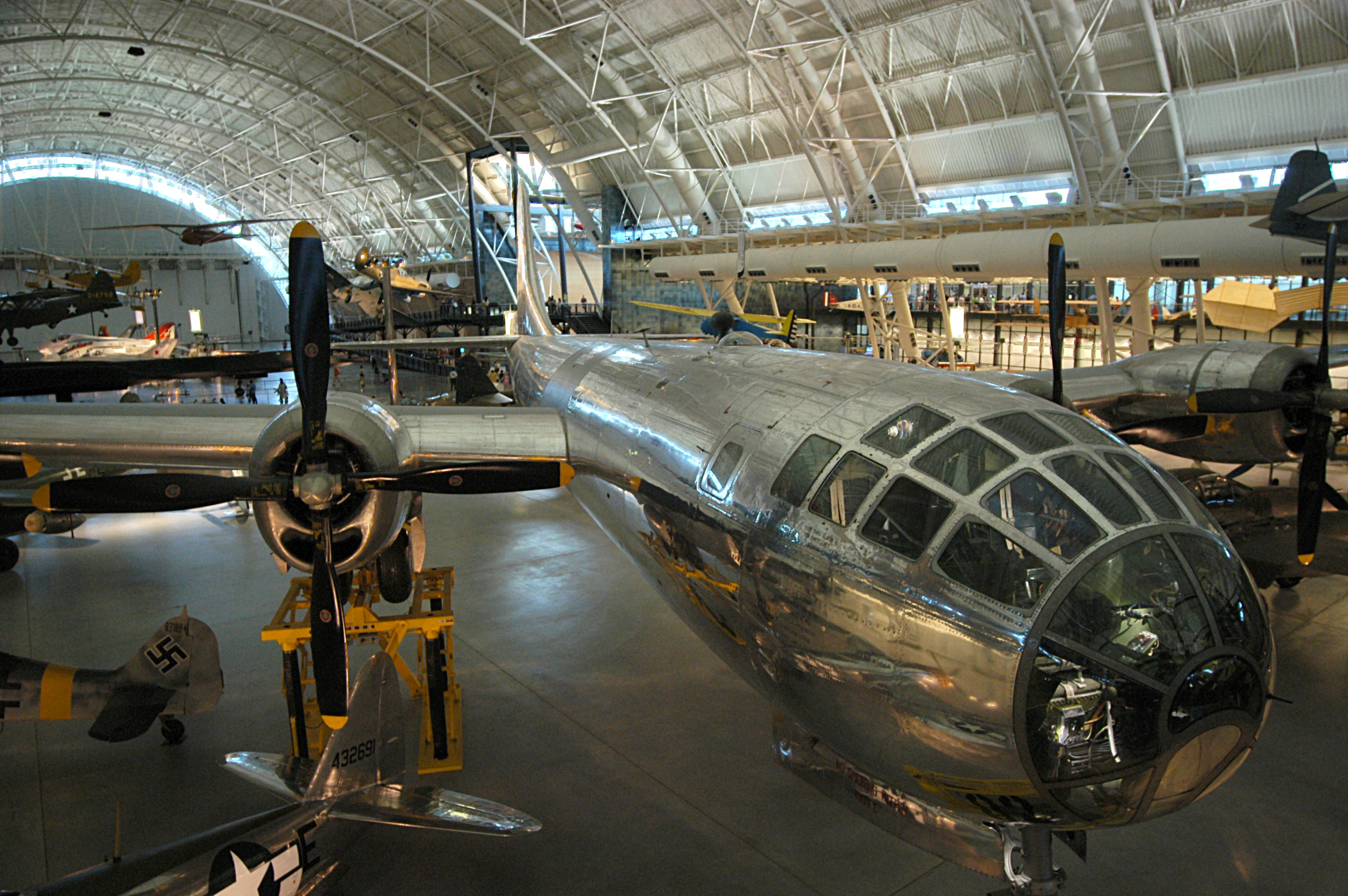
44-86292 „Enola Gay“ po rekonstrukci jako exponát v muzeu Steven F. Udvar-Hazy Center

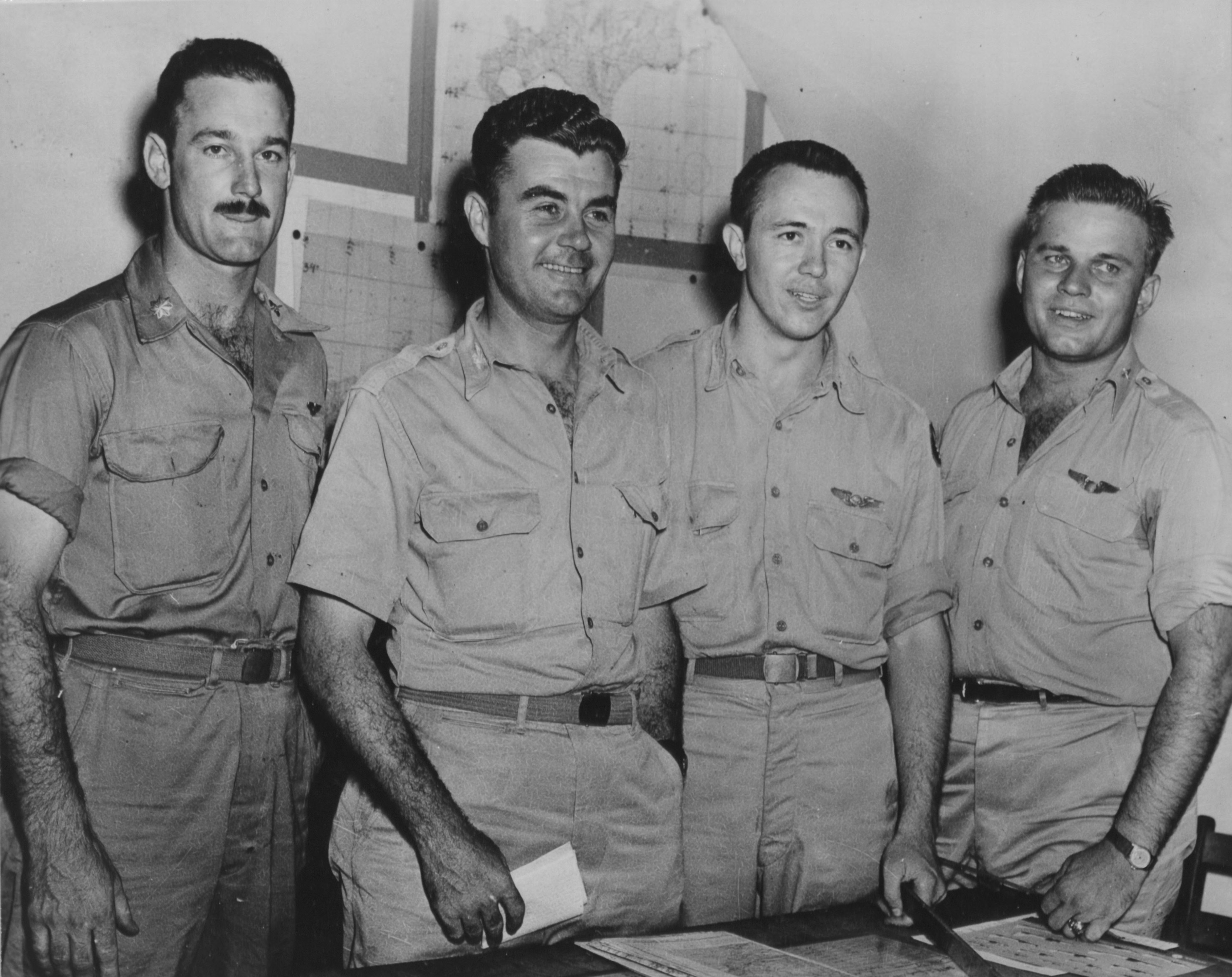
Zleva: bombometčík Thomas Ferebee, pilot Paul Tibbets, navigátor Theodore „Dutch“ van Kirk a druhý pilot Robert Lewis

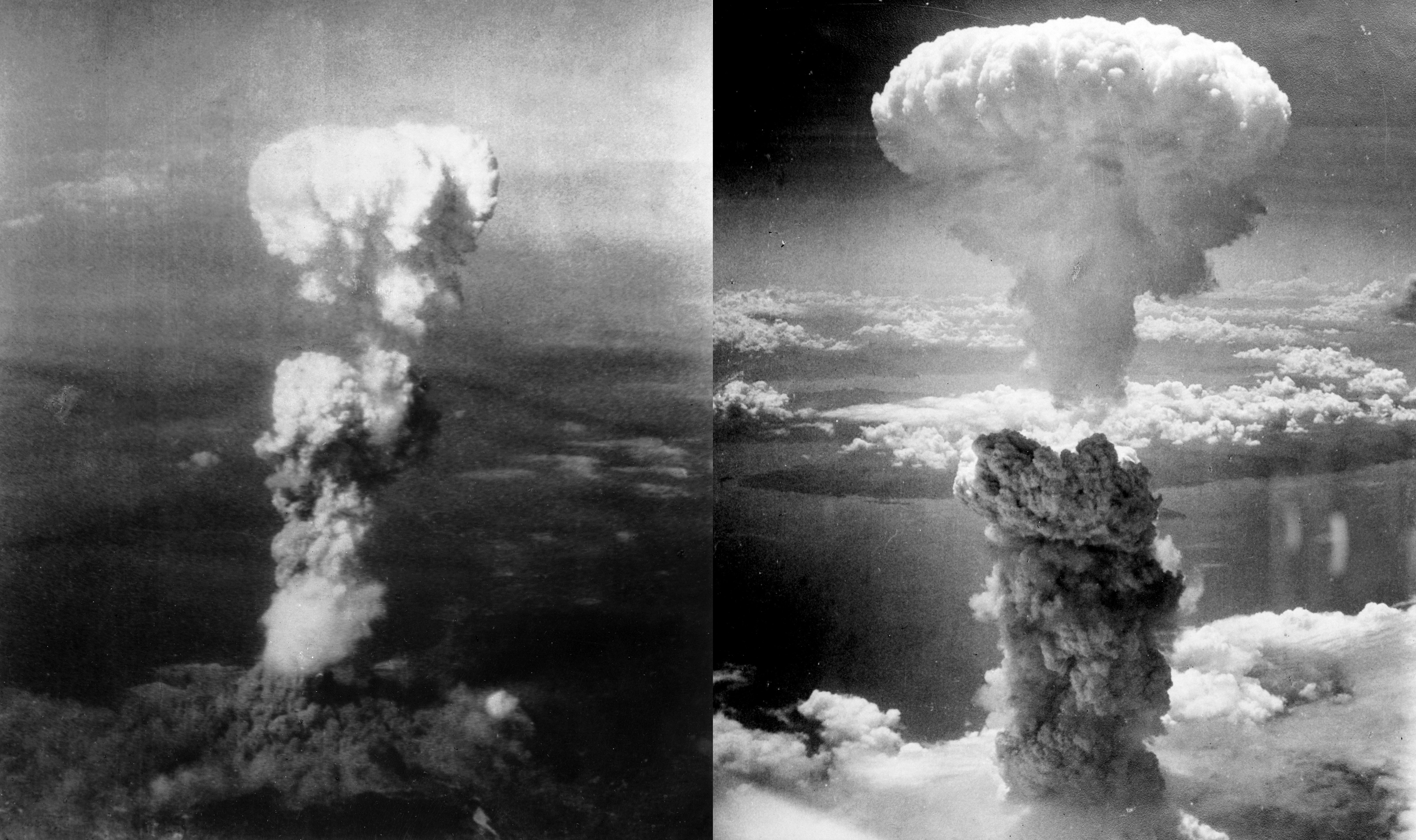
Fotografie pořízené Caronem

Enola Gay je přezdívka amerického bombardéru „Silverplate“ B-29-45-MO Superfortress (sériového čísla 44-86292), který 6. srpna 1945 ráno v 8:15:15 shodil atomovou bombu na Hirošimu, která explodovala v čase 8:16. Puma dostala přezdívku Little Boy. Síla její exploze je odhadována na 12 až 20 kilotun TNT, vybuchla ve výšce cca 600 metrů nad zemí a v průběhu pár minut zničila 62 000 budov a bezprostředně po výbuchu zabila 80 000 lidí, dalších 80 tisíc pak vážně zranila.
Bombardovací letoun 44-86292 tehdy patřil k 393. BS, 509. CG (393rd Bombardment Squadron, 509th Composite Group ~ 393. bombardovací squadrona 509. smíšené skupiny) USAAF se základnou na ostrově Tinian. Přezdívku mu dal Paul W. Tibbets podle jména své matky, Enoly Gay Tibbetsové. Letoun byl speciálně upraven pro atomové bombardování – B-29 varianta „Silverplate“. Bylo odebráno všechno pancéřování, zůstaly jen tři kulomety (zadní „dvojče“ a záložní přenosný) a letoun měl pro úder nádrž naplněnou pouze na 7000 galonů paliva, namísto předepsaných 7400. To vše jej činilo lehčím, obratnějším a schopným nést atomovou pumu. Při shození zbraně musel letoun nasadit 155stupňový obrat a vysokou akceleraci, aby stihl uniknout nebezpečné tlakové vlně. Zadní střelec Caron pořídil několik snímků atomového hřibu a zpustošené Hirošimy.

## Mise Hirošima
Posádka letounu byla pečlivě vybrána a prověřena s ohledem na vysoké utajení úkolu. O atomové bombě před startem z kmenové osádky věděli pouze velitel Tibbets a navigátor Van Kirk. O účelu mise také velmi dobře věděl radiolokační specialista Beser, který se spolu s velitelem již rok podílel na návrhu způsobu svržení bomby a měření jejích účinků z paluby letadla a spolu s ním byl častým návštěvníkem v Los Alamos. O náklad se na palubě starali kapitán námořnictva Parsons a poručík Jeppson, jejichž úkolem bylo po startu do bomby vložit konvenční výbušniny, které iniciovaly vlastní jadernou explozi a byly z bezpečnostních důvodů vyjmuty. Jeppson bombu odjistil 30 minut před dosažením cíle. Velitel Tibbets později podstatu úkolu osvětlil zbytku posádky, až když letoun zamířil na Hirošimu. Posádku Enoly Gay tvořili:
- plk. Paul W. Tibbets, Jr. – velitel, první pilot
- kpt. Robert A. Lewis – druhý pilot
- maj. Thomas Ferebee – bombometčík
- kpt. Theodore „Dutch“ Van Kirk – navigátor
- por. Jacob Beser – radiolokační důstojník
- por. Richard Nelson – radista
- kpt. William Sterling Parsons – námořní expert na výbušniny
- por. Morris R. Jeppson – kontrola elektronických obvodů pumy
- sgt. Wyatt E. Duzenbury – palubní technik
- sgt. Robert H. Shumard – pomocník palubního technika, střelec
- sgt. Joe S. Stiborik (1914–1984) – obsluha radaru, jeho rodina pocházela z Moravy, otec z Blazic, matka z dnešního Frýdku-Místku
- sgt. George „Bob“ Caron – zadní střelec (pravděpodobně první člověk, kdo viděl Hirošimský atomový výbuch)

Kokpit a přední část letounu Enola Gay byla v roce 1995 vystavena ve Smithsonově muzeu letecké a vesmírné techniky ve Washingtonu, D.C. Nyní je celý letoun vystaven v leteckém muzeu Steven F. Udvar-Hazy Center nedaleko Dullesova letiště u Washingtonu.
Dne 28. července 2014 zemřel v třiadevadesáti letech poslední žijící člen posádky letounu, navigátor Theodore Van Kirk, jemuž bylo v době svržení pumy 24 let.